# 林ゆめ
林 ゆめ（はやし ゆめ、1995年〈平成7年〉10月18日 - ）は、日本のグラビアモデル、OL、タレント、YouTuber、元レースクイーン。北海道富良野市出身。

## 来歴
北海道文教大学を中退後、2016年12月に上京。IT企業でOLをしていた際にスカウトされ、2017年10月、『週刊ヤングマガジン』の「ブレイキンガール」コーナーでグラビアデビュー。2018年1月からは『ヤングマガジン』連載の漫画『MFゴースト』（作：しげの秀一）とのコラボレーション企画「MFGエンジェルス」の一員としてグラビア活動を展開。これを機にレースクイーンに興味を持つようになり、2018年春、SUPER GT『Pacific Fairies』（パシフィックフェアリーズ）の一員としてレースクイーン活動を開始。6月には「日本レースクイーン大賞2018」の新人グランプリに選ばれ、ギャルズ・パラダイス「2018トップレースクイーン編」でグラビアを飾った。2019年1月12日、東京オートサロン2019で行われた「日本レースクイーン大賞2018授賞式」において大賞受賞者5名の中に選出され、RQ大賞で新人GPとファイナリストの両方に選ばれる。
2019年2月18日、北海道出身のモデル・タレントとしては史上初となる「レースクイーン・オブ・ザ・イヤー'18-'19」を受賞。1990年代生まれとしては早瀬あや（2015年度）以来3年ぶりの受賞者となった。
レースクイーンは1年で辞め、その後はOLとしての勤務と並行してモデル活動を続ける。2020年はMFGエンジェルスの一員として東京オートサロンのイメージガールを務めたほか、同年2月25日より配信のNetflix「テラスハウス TOKYO 2019-2020」に「吉田夢」名義で出演。
2021年4月15日、『ふらの観光親善大使』に就任。2022年6月16日発売の『ねことも』8月号（秋水社）に掲載された「林ゆめの　のんびりネコらいふ」で、漫画原作者デビュー。
2025年5月2日、ゼロイチファミリアを退所し、以後はフリーランスで活動することを発表した。

## 人物
キャッチコピーは「みんな大好き林ゆめ」。前事務所の先輩である川崎あやが考案した。
趣味はボクシング、猫と遊ぶこと。姉と妹がいる。
ウエストは53cmで、歴代のレースクイーン・オブ・ザ・イヤー受賞者としては最小。「新世代のくびれ女王」の呼び名がある。
好きな色は青。Pacific Fairiesを受けた理由も青が好きだからという。
OLをしていた際に芸能活動を始めたが、2018年以降もOLをしながら活動を続けている。

## 出演

### テレビドラマ
- 凛子さんはシてみたい（2021年10月19日 - 12月8日、TBS） - 坂崎舞香 役[25]
- その結婚、正気ですか?（2023年8月7日 - 9月25日、TOKYO MX1） - 鳥居 役[26]

### テレビ番組
- おっとっと女子旅～滑って転んで妙高篇～（2020年2月26日、テレビ神奈川）
- メイドインホッカイドウ〜どさんこが日本を支えてる？リターンズ2（2020年3月1日、HBC北海道放送）
- メイドインホッカイドウ〜どさんこが日本を支えてる？リターンズ3（2020年9月13日、HBC北海道放送）
- 錦鯉が行く! 絶景富良野ゆめツアー（2021年9月4日、HTB北海道テレビ）
- 今田耕司のネタバレMTG（2021年10月2日、ytv読売テレビ）
- 道北オホーツクスペシャル「ふるさと自慢スペシャル　グルメ自慢決定戦」（2024年3月25日、NHK総合）※ ローカル放送

### ウェブ番組
- テラスハウス TOKYO 2019-2020（2020年2月25日 - 、Netflix） - 「吉田夢」として出演[17]

### ラジオ
- 劇団サンバカーニバル（2021年4月 - 2022年3月、FM FUJI）

### レースクイーン
- 2018年・SUPER GT『Pacific Fairies』[注 3]

### ファッションショー
- 東京ガールズコレクション

## 作品

### DVD
- Venus Film Vol.2「林ゆめ」（2018年12月21日、AlconiQ Pictures）[27]

## 書籍

### 写真集
- Dream Time one（2018年12月21日、AlconiQ Pictures）[27]
- Dream Time two（2018年12月21日、AlconiQ Pictures）
- Sweet Dream（2020年1月1日、AlconiQ Pictures）
- ゆめみごこち（2021年6月4日、講談社、撮影：Takeo Dec.）ISBN 978-4-06-524356-5[28][29]

### デジタル写真集
- Le Rêve（2022年2月28日、少年画報社［YK PHOTO ALBUM］、撮影：木村智哉）[30]
- Cherish（2024年2月13日、光文社［FLASHデジタル写真集］、撮影：カノウリョウマ）[31]
- ゆめうつつ（2024年2月14日、講談社［FRIDAYデジタル写真集］、撮影：三宮幹史）
- カラフル！（2024年2月26日、小学館［週刊ポストデジタル写真集］、撮影：岡本武志）[32]
- dreamin'（2024年4月4日、講談社［FRIDAYデジタル写真集］、撮影：三宮幹史）[33]
- まどろみ（2024年4月4日、講談社［FRIDAYデジタル写真集］、撮影：三瓶康友）[34]
- 美しき日常（2024年5月8日、白夜書房［BRODYデジタル写真集］、撮影：松田忠雄）[35]
- 夕立の宿（2025年2月14日、講談社［週刊現代デジタル写真集］、撮影：佐藤裕之）[36]